# پی-سلکتین
پی-سلکتین (به انگلیسی: P-selectin) که با نام CD62P هم شناخته می‌شود، یک پروتئین است که در انسان توسط ژن «SELP» کُدگذاری می‌شود. این مولکول در سال ۱۹۸۹ در سلول‌های لایه درون‌رگی کشف شد.
این پروتئین همچون یک مولکول چسبندگی سلول (CAM) بر روی سطح پلاکت‌ها و سلول‌های فعال‌شدهٔ لایه درون‌رگی عمل می‌کند. اگر سلول‌های لایه درون‌رگی غیرفعال باشند، پی-سلکتین در درون ریزدانه‌های موسوم به «اجسام وایبل-پالاد» ذخیره می‌شود. در پلاکت‌های غیرفعال هم این پروتئین در «آلفا-گرانول‌ها» ذخیره می‌شود.
پی-سلکتین نقش مهمی در جلب اولیهٔ گلبول‌های سفید به محلِ آسیب یا التهاب دارد. ترومبین یکی از موادی است که می‌تواند رهاسازی پی-سلکتین را لایهٔ درون‌رگی سبب شود و اخیراً یک مسیر وابسته به کلسیم هم برای آن کشف شده‌است.
پی-سلکتین هم همچون ئی-سلکتین در متاستاز دادن تومورها نقش دارد و به سلول‌های سرطانی کمک می‌کنند تا به درون جریان خون حمله‌ور شده و به نقاط دیگر پخش شوند و همچنین چندین فاکتور رشد موضعی را برای این منظور فراهم می‌آورد.
الیگوساکارید سیالیک‌شدهٔ «سیالیل-لوئیس ایکس» (sLe(x)) بر روی سلول‌های سرطانی، توسط پی-سلکتین و ئی-سلکتین شناسایی شده و نقش مهمی در گسترش سرطان ایفا می‌کند
داروی کریزَن‌لیزومَـب یک پادتن مونوکلونال علیه پی-سلکتین است که برای درمان «بحران انسداد عروقی» در بیماران مبتلا به کم‌خونی داسی‌شکل مورد پذیرش واقع شده‌است.

## برای مطالعهٔ بیشتر
- Bajorath J, Stenkamp R, Aruffo A (1994). "Knowledge-based model building of proteins: concepts and examples". Protein Sci. 2 (11): 1798–810. doi:10.1002/pro.5560021103. PMC 2142283. PMID 7505680.
- Varki NM, Varki A (2002). "Heparin inhibition of selectin-mediated interactions during the hematogenous phase of carcinoma metastasis: rationale for clinical studies in humans". Semin. Thromb. Hemost. 28 (1): 53–66. doi:10.1055/s-2002-20564. PMID 11885026.
- Furie B, Furie BC (2004). "Role of platelet P-selectin and microparticle PSGL-1 in thrombus formation". Trends in Molecular Medicine. 10 (4): 171–8. doi:10.1016/j.molmed.2004.02.008. PMID 15059608.
- Cambien B, Wagner DD (2004). "A new role in hemostasis for the adhesion receptor P-selectin". Trends in Molecular Medicine. 10 (4): 179–86. doi:10.1016/j.molmed.2004.02.007. PMID 15059609.
- Chen M, Geng JG (2006). "P-selectin mediates adhesion of leukocytes, platelets, and cancer cells in inflammation, thrombosis, and cancer growth and metastasis". Arch. Immunol. Ther. Exp. (Warsz.). 54 (2): 75–84. doi:10.1007/s00005-006-0010-6. PMID 16648968.